# Markéta II. Flanderská
Markéta II. Flanderská, často zvaná Markéta z Konstantinopole (2. června 1202 – 10. února 1280), vládla v letech 1244–1278 jako flanderská hraběnka a v letech 1244–1253 a 1257–1280 jako hraběnka henegavská. Narodila se jako mladší dcera Balduina IX., hraběte z Flander a Henegavska, a Marie ze Champagne.
Kvůli jejímu skandálnímu životu se jí říkalo Černá (la Noire), děti ze dvou jejích manželství bojovaly o její dědictví ve válce o dědictví ve Flandrech a Henegavsku.

## Život

### Dětství
Její otec Balduin odjel před jejím narozením na čtvrtou křížovou výpravu a matka jej o dva roky později následovala, zatímco Markétu a její starší sestru Johanu zanechala v opatrovnictví jejich strýce Filipa z Namuru.
V roce 1204 matka zemřela a o rok později i otec, a osiřelé sestry zůstaly v péči Filipa z Namuru, dokud je nesvěřil francouzskému králi Filipovi II. Při pobytu v Paříži se Markéta se sestrou, zřejmě pod vlivem budoucí francouzské královny Blanky Kastilské, seznámily s cisterciáckým řádem.
V roce 1211 nabídl Enguerrand III. z Coucy králi 50 000 livrů za ruku Johany Flanderské, zatímco jeho bratr Tomáš vyjádřil přání oženit se s Markétou. Vlámská šlechta však s touto nabídkou nesouhlasila, a tak se sestry za šlechtice ze Coucy neprovdaly.

### První manželství

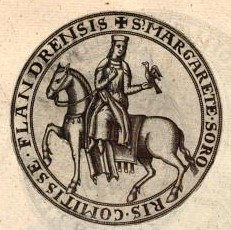
Markétina jezdecká pečeť

Po sestřině sňatku s Ferdinandem Portugalským byla Markéta umístěna do péče Boucharda z Avesnes, pána z Etroenu a předního henegavského šlechtice, který byl pasován na rytíře Markétiným otcem Balduinem IX. před jeho odjezdem na kruciátu. Uprostřed války proti Francii za držení Artois a po územních ústupcích podle smlouvy z Pont-à-Vendin chtěli Johana s Ferdinandem, aby se Markéta provdala za Viléma II. Longespée, dědice hrabství Salisbury, s cílem posílit vazby mezi Flandry a Anglií; Bouchard z Avesnes však tomuto spojení se souhlasem krále zabránil.
Navzdory značnému věkovému rozdílu mezi nimi si Bouchard získal Markétinu náklonnost a za přítomnosti mnoha význačných henegavských měšťanů prohlásila, že jejím manželem nebude nikdo jiný než on, a před 23. červencem 1212 se za Boucharda provdala.
Po zajetí Ferdinanda Portugalského v bitvě u Bouvines 27. července 1214 požadoval Bouchard z Avesnes po Johaně jménem své manželky podíl na dědictví, což vedlo k tomu, že se Johana pokusila zrušit Markétino manželství; kromě toho se francouzský král začal na Boucharda dívat podezíravě, protože bojoval ve vlámské armádě.
Král Filip II. informoval papeže Inocence III., že před svou svatbou již Bouchard z Avesnes přijal svátost svěcení jako podjáhen, takže je jeho sňatek neplatný. V roce 1215 anuloval papež na Čtvrtém lateránském koncilu Markétino manželství s Bouchardem; manželé se však rozhodnutí odmítli podřídit a uchýlili se na hradě Houffalize v Ardenách pod ochranu hraběte Walrama III. Limburského. V následujících čtyřech letech se páru narodili tři synovéː
- Balduin z Avesnes (1217–1219)
- Jan I. z Avesnes (1218–1257)
- Balduin z Avesnes (1219–1295)

### Druhé manželství

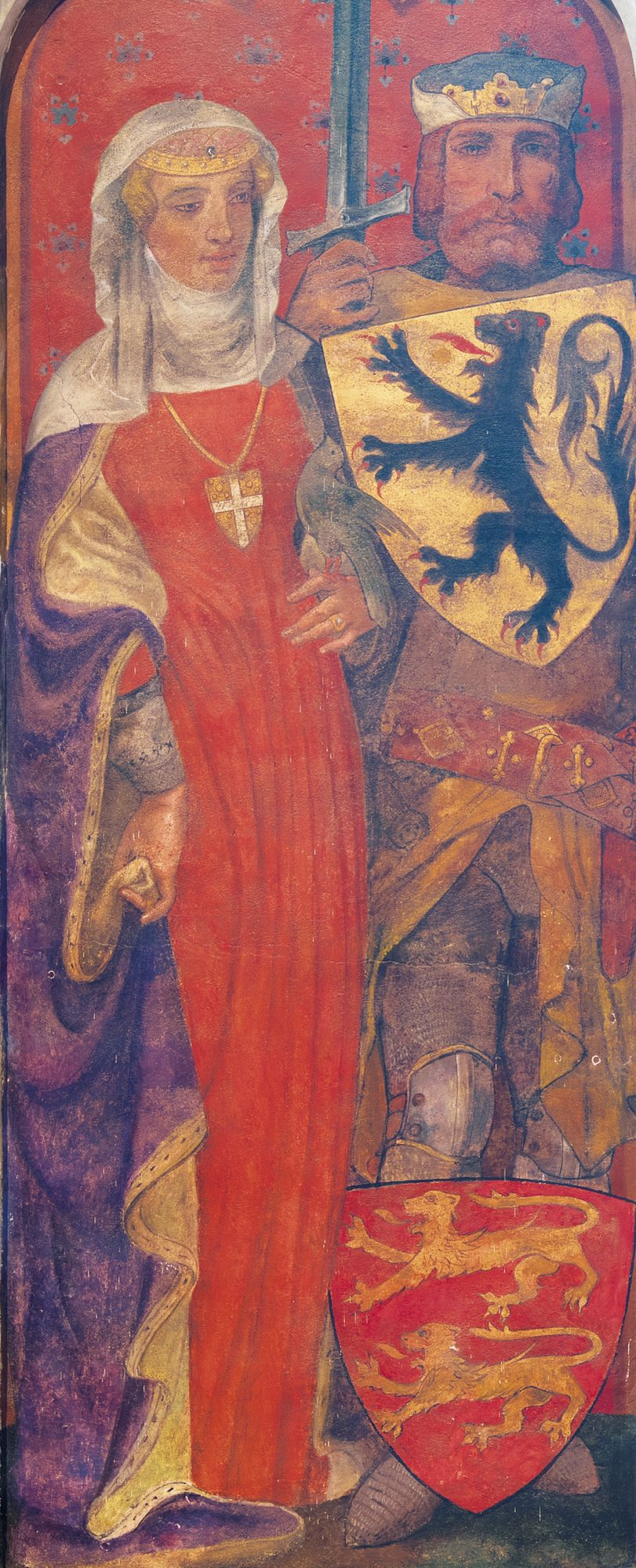
Markéta s druhým manželem Vilémem z Dampierre

V roce 1219 byl Bouchard v bitvě proti Johaně na dva roky zajat, v roce 1221 byl propuštěn pod podmínkou, že opustí svou manželku a vydá se do Říma, aby získal papežovo rozhřešení. Zatímco byl v Římě, aby získal nejen rozhřešení, ale také uvolnění ze svatého řádu, aby se jeho sňatek stal legitimním, Johana toho využila a přesvědčila Markétu (která po manželově zajetí zanechala oba syny ve Francii a připojila se k Johanině dvoru) k novému sňatku. Nakonec Markéta podlehla sestřinu nátlaku a mezi 18. srpnem a 15. listopadem 1223 se provdala za Viléma II., pána z Dampierre, šlechtice ze Champagne. Měli spolu pět dětíː
- Vilém III. z Dampierre (1224–1251)
- Johana z Dampierre (1225–1245/1246)
- Vít z Dampierre (1226–7. března 1305)
- Jan z Dampierre (1228–1258)
- Marie z Dampierre (1230–1302)

Tato situace způsobila skandál, protože manželství bylo pravděpodobně polygamií, a také porušením církevní striktnosti týkající se pokrevního příbuzenství. Spory ohledně platnosti obou Markétiných manželství a legitimity jejích dětí pokračovaly po celá desetiletí a zaplétaly se do politiky Svaté říše římské a měly za následek válku o flanderské a henegavské dědictví.

## Flanderská a henegavská hraběnka
Po smrti sestry Johany v roce 1244 se stala Markéta flanderskou a henegavskou hraběnkou. Téměř okamžitě spolu začali její synové z obou manželství bojovat o dědictví jejích zemí, poté byla vznesena otázka platnosti jejího prvního manželství s Bouchardem z Avesnes a legitimity potomků z tohoto svazku, Markéta již v roce 1245 zvýhodnila děti z druhého manželství, když vzdala hold francouzskému králi Ludvíkovi IX. Markéta se pokusila od krále získat uznání Viléma z Dampierre, nejstaršího syna z jejího druhého manželství, jako svého jediného dědice, a tvrdila, že papež Řehoř IX. prohlásil 31. března 1237 její první manželství za neplatné, a tedy její syny z tohoto svazku za nelegitimní.
V roce 1246 Ludvík IX. rozhodl, že práva na dědictví Flander připadnou dětem Dampierra a práva na dědictví Henegavska dětem Boucharda z Avesnes. Tímto se však problém nevyřešil, protože žádná strana nesouhlasila s královým rozhodnutím. V roce 1248 Jan z Avesnes využil odchodu Ludvíka IX. a Viléma z Dampierre na křížovou výpravu a zahájil válku proti své matce.
Markéta, která si myslela, že spory o dědictví skončily poté, co její syn Vilém z Dampierre vzdal hold za Flandry jako její spoluvládci králi Ludvíkovi IX. (v říjnu 1246) a císaři Fridrichovi II. (v roce 1248), udělala politickou chybu, že v roce 1251 získala od papeže legitimaci Jana i Balduina z Avesnes; to jim dalo právo nárokovat si její země.
Nečekaná smrt Viléma z Dampierre (6. června 1251) – který údajně zemřel na zranění utrpěná při turnaji, ačkoli jeho matka měla podezření, že jsou za to odpovědní spojenci jejích synů z prvního manželství – způsobila oživení nepřátelských akcí, když Jan z Avesnes, který byl znepokojen ohledně svých práv, přesvědčil Viléma II. Holandského, německého krále, k uznání jeho dědictví těch částí Flander a Henegavska, které se nacházely na území Svaté říše římské. Vilém II. byl teoreticky jako král vládce těchto území a také Janův švagr. Následovala občanská válka, která skončila, když Avesnes porazil Víta z Dampierre (který se stal po bratrově smrti spoluvládcem Flander) a v červenci 1253 jej uvěznil na ostrově Walcheren.
Markéta nabídla henegavské hrabství Karlovi z Anjou (bratrovi Ludvíkovi IX.) výměnou za jeho vojenský zásah proti Vilémovi II. Karel obléhal Valenciennes, ale 26. července 1254 bylo mezi všemi stranami dohodnuto příměří, které obsahovalo dohodu o předložení sporu Ludvíkovi IX., který ho měl rozhodnout. Vít z Dampierre byl v roce 1256 vykoupen a Ludvík IX. potvrdil své rozhodnutí z roku 1246 ohledně rozdělení Flander a Henegavska mezi děti Boucharda z Avesnes a Dampierra, zatímco Karel z Anjou se zřekl všech svých nároků na Henegavsko. Smrt Jana z Avesnes v roce 1257 dočasně zastavila již tak nákladný spor.
Kronikář Matthew Paris nazval Markétu "... novou Médeiou vinou za smrt mnoha poctivých rytířů". Mluvil o tom, že po zajetí Víta a Jana z Dampierre ve Westkappelu se Jan z Avesnes snažil použít je jako rukojmí, aby donutil svou matku vyjednat mír; drsná reakce hraběnky údajně zněla: "Obětujte je, lahodné jedlíky masa, jednoho potřete pepřovou omáčkou a druhého upečte na česneku".
Protože dědic Jana z Avesnes, Markétin vnuk Jan, byl ještě nezletilý, podařilo se hraběnce získat vládu nad Henegavskem, zatímco ve Flandrech vládla spolu se synem Vítem z Dampierre, než 29. prosince 1278 v jeho prospěch abdikovala. Henegavsko sama spravovala do května 1279, kdy jmenovala svého vnuka Jana II. henegavským spoluvládcem. O devět měsíců později, v únoru 1280, Markéta II. Flanderská zemřela a byla pohřbena v cisterciáckém klášteře Flines, jehož byla zakladatelkou. Její vnuk Jan II., syn Jana z Avesnes, se stal samostatným vládcem Henegavska.
Markétinou smrtí skončila personální unie mezi Flandry a Henegavskem, která trvala téměř století. Obě země se znovu spojily v roce 1432 pod vládou Jacqueline Bavorské, dědičky rodu Avesnes, která se vzdala svých práv ve prospěch Filipa III. Dobrého, dědice rodu Dampierre.

## Vývod z předků
|                        |                              |  |                    |                            |  |  |  |  |  |  |  | Balduin III. Henegavský |
|                        |                              |  |                    |                            |  |  |  |  |  |  |  |                         |
|                        | Balduin IV. Henegavský       |  |                    |                            |  |  |  |  |  |  |  |                         |
|                        |                              |  |                    |                            |  |  |  |  |  |  |  |                         |
|                        |                              |  |                    | Jolanda z Wassenbergu      |  |  |  |  |  |  |  |                         |
|                        |                              |  |                    |                            |  |  |  |  |  |  |  |                         |
|                        | Balduin V. Henegavský        |  |                    |                            |  |  |  |  |  |  |  |                         |
|                        |                              |  |                    |                            |  |  |  |  |  |  |  |                         |
|                        |                              |  |                    | Godfrey I. z Namuru        |  |  |  |  |  |  |  |                         |
|                        |                              |  |                    |                            |  |  |  |  |  |  |  |                         |
|                        | Alice z Namuru               |  |                    |                            |  |  |  |  |  |  |  |                         |
|                        |                              |  |                    |                            |  |  |  |  |  |  |  |                         |
|                        |                              |  |                    | Ermesinda Lucemburská      |  |  |  |  |  |  |  |                         |
|                        |                              |  |                    |                            |  |  |  |  |  |  |  |                         |
|                        | Balduin I. Konstantinopolský |  |                    |                            |  |  |  |  |  |  |  |                         |
|                        |                              |  |                    |                            |  |  |  |  |  |  |  |                         |
|                        |                              |  |                    | Dětřich II. Lotrinský      |  |  |  |  |  |  |  |                         |
|                        |                              |  |                    |                            |  |  |  |  |  |  |  |                         |
|                        | Dětřich Alsaský              |  |                    |                            |  |  |  |  |  |  |  |                         |
|                        |                              |  |                    |                            |  |  |  |  |  |  |  |                         |
|                        |                              |  |                    | Gertruda Flanderská        |  |  |  |  |  |  |  |                         |
|                        |                              |  |                    |                            |  |  |  |  |  |  |  |                         |
|                        | Markéta I. Flanderská        |  |                    |                            |  |  |  |  |  |  |  |                         |
|                        |                              |  |                    |                            |  |  |  |  |  |  |  |                         |
|                        |                              |  |                    | Fulko V. z Anjou           |  |  |  |  |  |  |  |                         |
|                        |                              |  |                    |                            |  |  |  |  |  |  |  |                         |
|                        | Sibyla z Anjou               |  |                    |                            |  |  |  |  |  |  |  |                         |
|                        |                              |  |                    |                            |  |  |  |  |  |  |  |                         |
|                        |                              |  |                    | Ermengarda z Maine         |  |  |  |  |  |  |  |                         |
|                        |                              |  |                    |                            |  |  |  |  |  |  |  |                         |
| Markéta II. Flanderská |                              |  |                    |                            |  |  |  |  |  |  |  |                         |
|                        |                              |  |                    |                            |  |  |  |  |  |  |  |                         |
|                        |                              |  | Štěpán II. z Blois |                            |  |  |  |  |  |  |  |                         |
|                        |                              |  |                    |                            |  |  |  |  |  |  |  |                         |
|                        | Theobald IV. z Blois         |  |                    |                            |  |  |  |  |  |  |  |                         |
|                        |                              |  |                    |                            |  |  |  |  |  |  |  |                         |
|                        |                              |  |                    | Adéla z Blois              |  |  |  |  |  |  |  |                         |
|                        |                              |  |                    |                            |  |  |  |  |  |  |  |                         |
|                        | Jindřich I. ze Champagne     |  |                    |                            |  |  |  |  |  |  |  |                         |
|                        |                              |  |                    |                            |  |  |  |  |  |  |  |                         |
|                        |                              |  |                    | Engelbert Korutanský       |  |  |  |  |  |  |  |                         |
|                        |                              |  |                    |                            |  |  |  |  |  |  |  |                         |
|                        | Matylda Korutanská           |  |                    |                            |  |  |  |  |  |  |  |                         |
|                        |                              |  |                    |                            |  |  |  |  |  |  |  |                         |
|                        |                              |  |                    | Uta Pasovská               |  |  |  |  |  |  |  |                         |
|                        |                              |  |                    |                            |  |  |  |  |  |  |  |                         |
|                        | Marie ze Champagne           |  |                    |                            |  |  |  |  |  |  |  |                         |
|                        |                              |  |                    |                            |  |  |  |  |  |  |  |                         |
|                        |                              |  |                    | Ludvík VI. Francouzský     |  |  |  |  |  |  |  |                         |
|                        |                              |  |                    |                            |  |  |  |  |  |  |  |                         |
|                        | Ludvík VII. Francouzský      |  |                    |                            |  |  |  |  |  |  |  |                         |
|                        |                              |  |                    |                            |  |  |  |  |  |  |  |                         |
|                        |                              |  |                    | Adéla Savojská             |  |  |  |  |  |  |  |                         |
|                        |                              |  |                    |                            |  |  |  |  |  |  |  |                         |
|                        | Marie Francouzská            |  |                    |                            |  |  |  |  |  |  |  |                         |
|                        |                              |  |                    |                            |  |  |  |  |  |  |  |                         |
|                        |                              |  |                    | Vilém X. Akvitánský        |  |  |  |  |  |  |  |                         |
|                        |                              |  |                    |                            |  |  |  |  |  |  |  |                         |
|                        | Eleonora Akvitánská          |  |                    |                            |  |  |  |  |  |  |  |                         |
|                        |                              |  |                    |                            |  |  |  |  |  |  |  |                         |
|                        |                              |  |                    | Eleonora ze Châtelleraultu |  |  |  |  |  |  |  |                         |
|                        |                              |  |                    |                            |  |  |  |  |  |  |  |                         |